# Guy Wilson
Guy Allan Wilson Jr. (San Francisco, 21 novembre 1985) è un attore statunitense.

## Biografia
Wilson nacque a San Francisco, in California, ma crebbe a Sebastopol, nella contea di Sonoma, dove il padre aveva esercitato la carica di sindaco. All'età di 9 anni, dopo aver preso parte ad una recita locale di A Christmas Carol, diretta da sua madre, nel ruolo di Tiny Tim, iniziò a recitare nel teatro e partecipò a diversi concerti lirici.
Wilson iniziò la sua carriera da attore nel 2004, dopo aver studiato recitazione all'American Conservatory Theater di San Francisco, interpretando il ruolo di Sean nel film comico-sentimentale Tutte le ex del mio ragazzo, al fianco di Brittany Murphy, Holly Hunter e Kathy Bates. In seguito apparve come guest star in numerose serie televisive e soap opera di un certo spessore, come Cold Case - Delitti irrisolti, General Hospital, NCIS - Unità anticrimine, Bones e Breaking Bad - Reazioni collaterali.
È però conosciuto principalmente per il ruolo di Will Horton nella soap opera Il tempo della nostra vita, che ha ricoperto dall'8 gennaio 2014 al 13 ottobre 2015, per quello di Daniel in Werewolf - La bestia è tornata e per la parte di Shane nel film horror The Midnight Game.

## Vita privata
È figlio di Guy Wilson Sr., ex sindaco di Sebastopol, e di Janis Wilson, compositrice e musicista. Ha una sorella minore, Valerie, che lavora come scultrice, e un fratello minore, Willie. Attualmente vive a Los Angeles con i suoi due gatti.
Guy è un grande appassionato di sport; le sue squadre preferite sono i San Francisco Giants, i San Francisco 49ers e l'Everton Football Club.

## Filmografia parziale

### Cinema
- Tutte le ex del mio ragazzo (Little Black Book), regia di Nick Hurran (2004)
- The Open Door, regia di Doc Duhame (2008)
- Werewolf - La bestia è tornata (Werewolf: The Beast Among Us), regia di Louis Morneau (2012)
- The Midnight Game, regia di A.D. Calvo (2013)

### Televisione
- Cold Case - Delitti irrisolti (Cold Case) - serie TV (2005)
- General Hospital - soap opera (2006, 2025)
- Castle - serie TV (2010)
- NCIS - Unità anticrimine (NCIS) - serie TV (2011)
- Bones - serie TV (2011)
- Hawaii Five-0 - serie TV (2012)
- Breaking Bad - Reazioni collaterali (Breaking Bad) - serie TV (2013)
- Il tempo della nostra vita (Days of Our Lives) - soap opera (2014-2015)
- Rizzoli & Isles - serie TV (2015)
- Bosch: l'eredità (Bosch Legacy) - serie TV (2023)

## Doppiatori italiani
Nelle versioni in italiano delle opere in cui ha recitato, Guy Wilson è stato doppiato da:
- Mirko Mazzanti in NCIS - Unità anticrimine'[6]
- Lorenzo Crisci in Code Black[7]
- Fabrizio De Flaviis in Major Crimes
- Lorenzo De Angelis in Bosch: l'eredità[8]